# Toxascaris
Toxascaris je rod střevních hlístic z čeledi Ascarididae čítající pouze jeden druh Toxascaris leonina (škrkavka šelmí). Samotný název rodu napovídá o tom, že má blízko k druhům rodu Toxocara a Ascaris a je vlastně jakousi jejich kombinací.